# Pileat

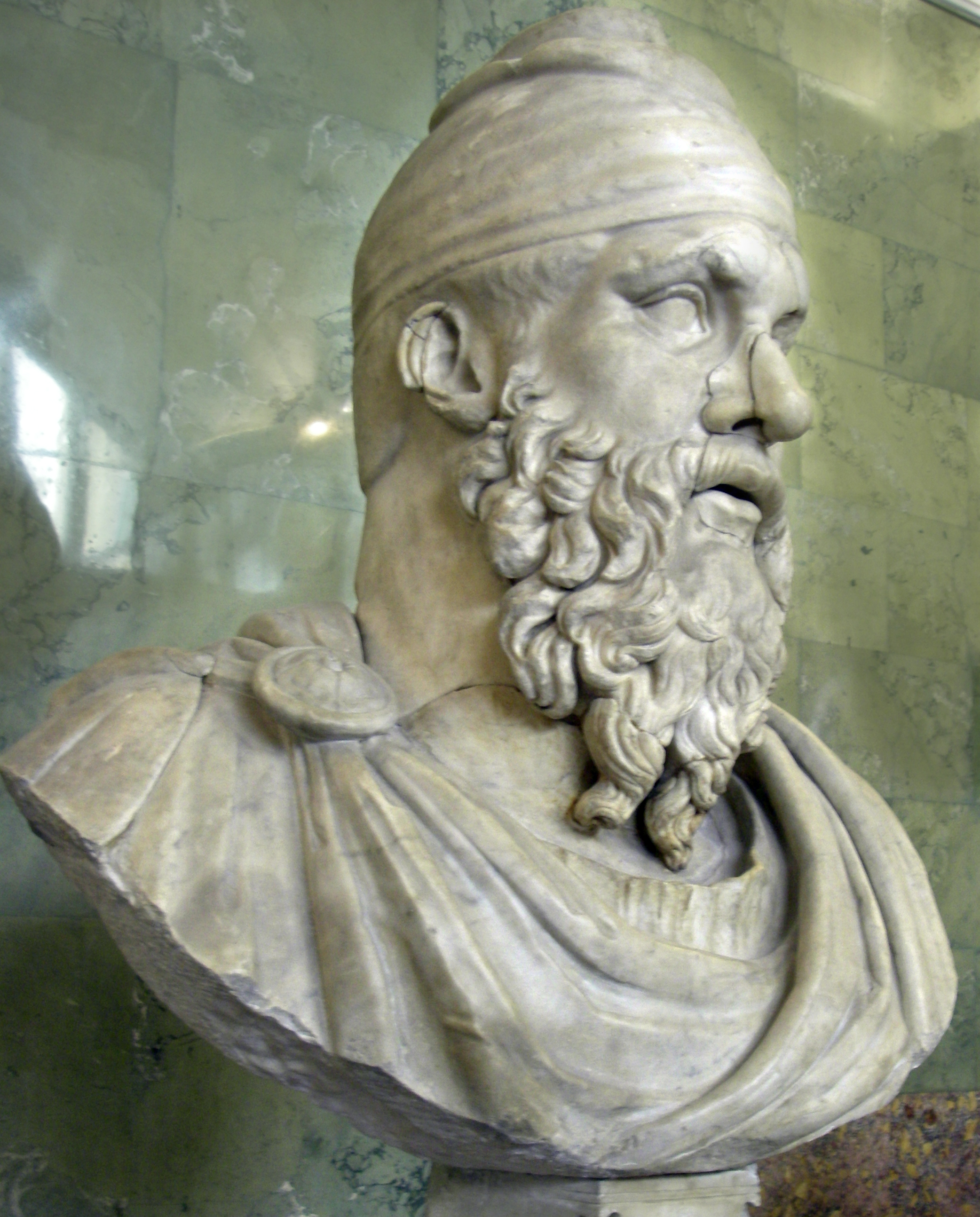
Pileat dac (nobil) - Muzeul Ermitaj

Un pileat (pl. pileați) era un reprezentant al aristocrației în orânduirea socială a dacilor. Pileații sunt cunoscuți și prin numele folosit de romani pentru a-i desemna, tarabostes (sg. taraboste, formă mai rar întâlnită).
Pileații constituie una dintre cele două clase sociale pentru daci, cealaltă fiind a oamenilor simpli, comați (lat. comatus, comati). Numele de „pileați” se datorează căciulilor purtate de aristocrați.